# 리완구

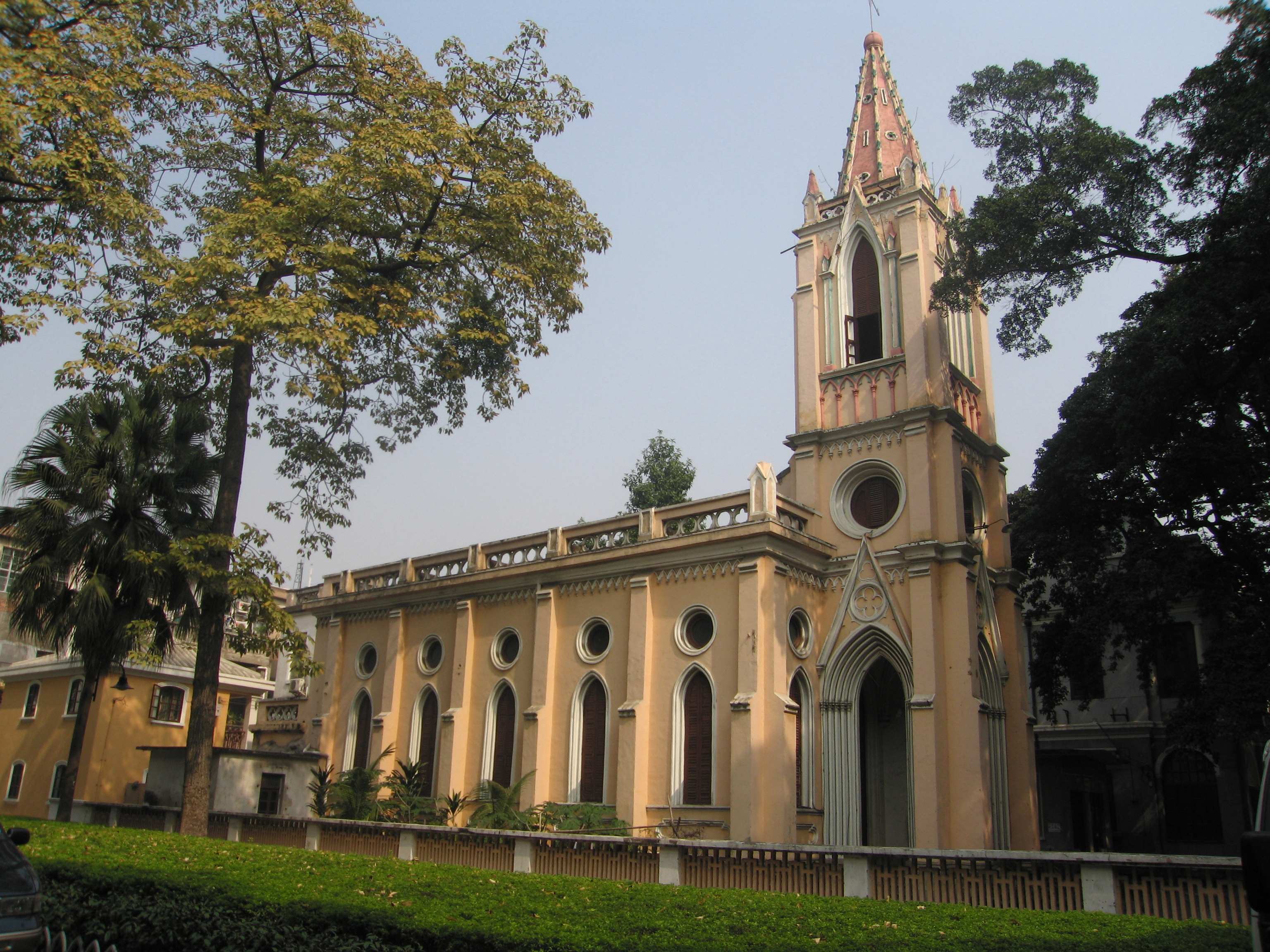
사면노덕성모당

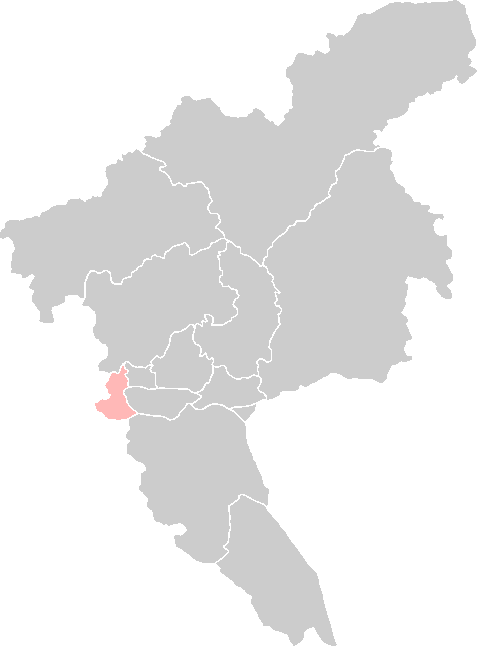
리완 구의 위치

리완구(한국어: 여만구, 중국어: 荔湾区, 병음: Lìwān Qū)는 중화인민공화국 광둥성 광저우시의 현급 행정구역이다. 넓이는 62km2이고, 인구는 2007년 기준으로 700,000명이다.
예전의 이름은 시관이었고 현재의 이름인 리완은 시에서 "모래톱을 따라 녹색 빛깔의 만과 붉은 색 리치가 있는" 곳으로 묘사된 리즈 만(荔枝湾)에서 유래하였다. 리완은 주강 북동쪽 기슭의 광저우의 번영하는 서부에 위치해있다. 주강 북쪽의 기차역, 광저우 바이윈 국제공항과 남쪽을 연결하는 런민 교, 주장 터널과 같은 발달된 교통망이 있다. 주장 교는 서쪽의 포산 시 난하이 구를 연결한다. 징광선의 광저우 남부 화물차역과 신펑 터미널은 시의 남서쪽에 있다. 광선 고속도로와 연결되는 107번 국도와 광포 고속도로는 홍콩에서 도시를 통과한다. 광저우 지하철 1호선과 내부 고가도로는 육지와 항공 교통망을 형성하였고 리완이 우수한 지리적 위치를 갖고 업무의 중요한 장소가 되게 하였다.

## 행정 구역
22개 가도를 관할한다.
- 가도: 沙面街道, 岭南街道, 华林街道, 多宝街道, 昌华街道, 逢源街道, 龙津街道, 金花街道, 彩虹街道, 南源街道, 西村街道, 站前街道, 桥中街道, 白鹤洞街道, 冲口街道, 花地街道, 石围塘街道, 茶滘街道, 东漖街道, 海龙街道, 东沙街道, 中南街道.

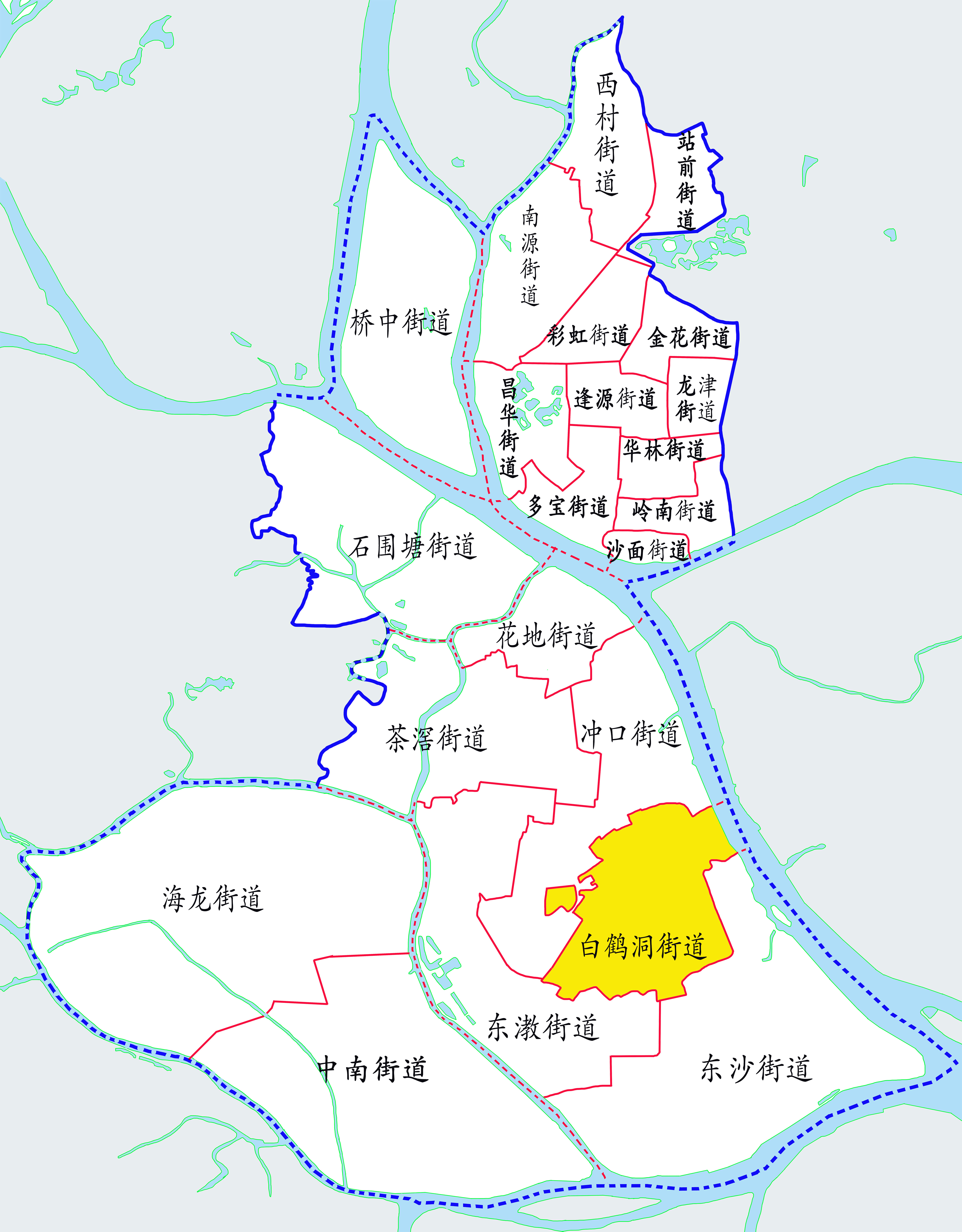
리완구의 행정구역